# 서부구 (시에라리온)

서부구

서부구(Western Area)는 시에라리온을 구성하는 4개의 행정 구역 가운데 하나로 행정 중심지는 시에라리온의 수도인 프리타운이며 면적은 557km2, 인구는 1,493,252명(2015년 기준)이다. 대서양 연안에 위치하고 있고 북동쪽으로는 북부주, 남동쪽으로는 남부주와 접한다. 2개 지구를 관할한다. 시에라리온에서 유일하게 외국 영토와 맞닿아 있지 않은 행정 구역이기도 하다.
- 서부 농촌 지구 (Western Area Rural District)
- 서부 도시 지구 (Western Area Urban District)

## 같이 보기
- 시에라리온의 행정 구역